# We Do BD
Le Festival des Blogs BD (ou FestiBlog), devenu en 2015 We Do BD, est un événement annuel, créé par Yannick Lejeune permettant aux internautes de rencontrer les auteurs de blogs BD en vrai. Il a d'abord eu lieu au Bercy Village à Paris avant d'être déplacé en 2009 en face de la mairie du 3e arrondissement de Paris,, puis en 2015 au Carreau du Temple (3e arrondissement de Paris).

## Éditions du Festival
(septembre 2018).
 (septembre 2018).
- 11 septembre 2005 : 1re édition. Parrain : Boulet. Marraine : Mélaka.

invités : Ak, Allan Barte, Baril, Bengrrr, Boulet, Capucine, Cha, Cmax, Delfine, Din, Dolph, Feyd, Gä, Gio, Grelin, Kaouèt, Kness, L'Amiral, Laurel, Libon, Lovely Goretta, MadameFa, MamLynda, Mélaka, Miss Gally, Nancy Peña, Obion, Poipoipanda, Pollo & Wilde, Princesse Capiton, Reno, Ryoga, Sébastien Vassant, Simon BD, Turalo, Vincent Rioult, Wayne, Wilizecat.
- 30 septembre et 1er octobre 2006 : 2e édition. Parrain : Turalo. Marraine : Laurel.

invités : aAlex from Mâcon, Ak, Aka, Allan Barte, Amandine, Aude Picault, Baril, Benlebegue, Boulet, Capucine, Cmax, Delfine, Deligne, Din, Dolph, Drac, Feyd, Flo H, Frodon, Gio, Grelin, Hervé, JN, Kaouèt, Kek, Kness, Laurel, Lenono, Libon, Lisa Mandel, Loïc Sécheresse, Louis Bertrand Devaud, MadameFa, Maliki, MamLynda, Marie, MarieBee, Marie Meïer, Martin Vidberg, Mélaka, Melo, Gally, Monsieur le Chien, Nekomix, Obion, Piak, Pierre Alary, Poipoipanda, Pollo & Wilde, Poor Thomas B, Princesse Capiton, RaphaëlB, Rem, Roda, Ryoga, Sébastien Vassant, Simon BD, Singeon, Stanislas Gros, Tomatias, Tompouce, Turalo, Wandrille, Wayne, Wilizecat, X-ael, XII, Yao, Yuio, Zélie.
- 29 et 30 septembre 2007 : 3e édition. Parrain : Poipoipanda. Marraine : Gally.
- 27 et 28 septembre 2008 : 4e édition. Parrain : Kek. Marraine : Pénélope Bagieu.
- 26 et 27 septembre 2009 : 5e édition. Parrain : Maliki. Marraine : Cha[4].
- 25 et 26 septembre 2010 : 6e édition. Parrain : Martin Vidberg. Marraine : Capucine.
- 24 et 25 septembre 2011[2] : 7e édition. Parrain : Guillaume Long. Marraine : Lucile Gomez.
- 29 et 30 septembre 2012 : 8e édition. Parrain : Wandrille Leroy. Marraine : Marion Montaigne.
- 28 et 29 septembre 2013[5] : 9e édition. Parrain : Bastien Vivès. Marraine : Leslie Plée.
- 2014 : Pause.
- 10 et 11 octobre 2015 : 10e édition. Parrain : Balak. Marraine : Marguerite Sauvage.

## Autour du Festival
Ce festival a généré en 2006 la création des Miniblogs.